# イオンタウン明石
イオンタウン明石（イオンタウンあかし）は、かつて兵庫県明石市にあったショッピングセンターである。

## 概要
JR神戸線（山陽本線）土山駅の南・約800mに立地する。
この地には、元々東洋紡績の明石工場があった。工場の閉鎖・解体後の一区画に、1990年（平成2年）4月12日にダイエーによって『ハイパーマート二見店』が開業。1992年（平成4年）には別館も建てられたが、兵庫県西部で大型店の開業が続いて競争が激化し、売り上げが低迷。当初は、別館閉鎖で維持費を削減し本館はテナント導入で活性化を図ろうとしたが、最終的に黒字化が困難と判断。全館閉鎖に踏み切り、2002年（平成14年）8月31日をもって閉店した。
ハイパーマートの退去跡は、『カルフール明石』が2004年（平成16年）1月23日に開業したが、周辺への競合店の出店もあり、売り上げが低迷し、黒字転換が困難と判断。2007年（平成19年）1月10日に閉店した。
カルフールの退去跡は、同じイオングループのイオンリテールに運営譲渡され、2008年（平成20年）10月3日にマックスバリュを中心とした『イオンタウン明石ショッピングセンター』としてリニューアルオープンした。
オープン前の仮称は「イオン明石ショッピングセンター」。マックスバリュは「西二見店」。
施設改装に伴い、新たに館内の中央に2階と1階をつなぐエスカレーターと自動体外式除細動器（AED）が設置された。また、中央南側の道路沿いには出入口・段差をなくしたスロープと階段・駐輪場が設置された。なお、ハイパーマートとカルフールの特徴であったオートウォークと呼ばれるスロープ方式のエスカレーターはそのまま残されていた。
当時、近隣にはマックスバリュ西日本による「マックスバリュ東二見店」（2002年6月6日開店）があったが、イオンタウンに移転に伴い、2008年9月25日をもって閉店している。
2011年（平成23年）11月21日には、運営会社がイオンリテールからイオンタウンに移管され、名称も現在の『イオンタウン明石』へ変更された。
2014年（平成26年）12月31日に、運営会社のイオンタウンが退去に伴い閉店した。
閉店後の建物は6年ほど放置されていたが、2021年（令和3年）から解体工事が開始され、跡地にはマルハチとコーナンが2023年（令和5年）12月2日に開業した。

## 沿革
- 2008年10月3日 - 「イオンタウン明石ショッピングセンター」オープン。[要出典]
- 2011年11月21日 - ショッピングセンターの名称を「イオンタウン明石」に変更。[要出典]
- 2014年12月31日 -「イオンタウン明石」閉店。[要出典]

## 過去にあった店舗
関西圏で初出店のフタバ図書が、オープン当初より営業していたが、2012年10月25日に閉店した。

## 交通アクセス
- 鉄道
  - JR神戸線（山陽本線） 土山駅 - 南東へ徒歩約15分[要出典]
  - 山陽電鉄本線 東二見駅 - 北へ徒歩約20分[要出典]

- バス
  - Tacoバス - 二見北小学校前停留所・西山ノ上公園停留所からすぐ。二見ルート（右）と『たこバスミニ』の清水西ルートは前者、二見ルート（左）は後者を経由する。[要出典]

- 自動車
  - 加古川バイパス明石西ICを降り、県道208号線を南へ約1km直進、小池南交差点を左折。[要出典]
  - 明姫幹線明姫東二見交差点を北へ、市道164号線を約1km直進。[要出典]